# Lista de capitais do Brasil por área

Porto Velho capital de Rondônia é a maior capital estadual do Brasil.

Manaus no Amazonas é a segunda mais extensa.

Rio Branco capital do Acre é terceira maior.

As 27 atuais capitais do Brasil de acordo com suas posições no IFDM de 2018.

Lista das áreas territoriais totais de todas as capitais do Brasil segundo dados do Instituto Brasileiro de Geografia e Estatística apresentados em ordem decrescente.
| Posição | Sede de governo | Código do IBGE | Unidade federativa  | Área (km²) |
| ------- | --------------- | -------------- | ------------------- | ---------- |
| 1       | Porto Velho     | 1100205        | Rondônia            | 34 090,952 |
| 2       | Manaus          | 1302603        | Amazonas            | 11 401,092 |
| 3       | Rio Branco      | 1200401        | Acre                | 8 834,942  |
| 4       | Campo Grande    | 5002704        | Mato Grosso do Sul  | 8 082,978  |
| 5       | Macapá          | 1600303        | Amapá               | 6 563,849  |
| 6       | Brasília        | 5300108        | Distrito Federal    | 5 760,783  |
| 7       | Boa Vista       | 1400100        | Roraima             | 5 687,037  |
| 8       | Cuiabá          | 5103403        | Mato Grosso         | 4 327,45   |
| 9       | Palmas          | 1721000        | Tocantins           | 2 227,444  |
| 10      | São Paulo       | 3550308        | São Paulo           | 1 521,110  |
| 11      | Teresina        | 2211001        | Piauí               | 1 391,046  |
| 12      | Rio de Janeiro  | 3304557        | Rio de Janeiro      | 1 200,329  |
| 13      | Belém           | 1501402        | Pará                | 1 059,466  |
| 14      | Goiânia         | 5208707        | Goiás               | 728,841    |
| 15      | Salvador        | 2927408        | Bahia               | 693,453    |
| 16      | Florianópolis   | 4205407        | Santa Catarina      | 674,844    |
| 17      | São Luís        | 2111300        | Maranhão            | 582,974    |
| 18      | Maceió          | 2704302        | Alagoas             | 509,320    |
| 19      | Porto Alegre    | 4314902        | Rio Grande do Sul   | 495,390    |
| 20      | Curitiba        | 4106902        | Paraná              | 434,892    |
| 21      | Belo Horizonte  | 3106200        | Minas Gerais        | 331,354    |
| 22      | Fortaleza       | 2304400        | Ceará               | 312,353    |
| 23      | Recife          | 2611606        | Pernambuco          | 218,843    |
| 24      | João Pessoa     | 2507507        | Paraíba             | 210,044    |
| 25      | Aracaju         | 2800308        | Sergipe             | 182,163    |
| 26      | Natal           | 2408102        | Rio Grande do Norte | 167,401    |
| 27      | Vitória         | 3205309        | Espírito Santo      | 97,123     |